# Loos (Nord)
Pour les articles homonymes, voir Loos.
Loos (prononcé [lɔs]) est une commune française de la Métropole européenne de Lille, située dans le département du Nord, en région Hauts-de-France. Elle est limitrophe de la commune de Lille.

## Géographie
Loos est située dans le département du Nord, dans le canton de Lille-6 et dans la première circonscription du Nord. Loos est une commune du sud-ouest de la banlieue lilloise, localisée dans le Mélantois, à la frontière des Weppes en Flandre romane.

### Communes limitrophes
| Sequedin   | Lomme | Lille      |
| Haubourdin | Loos  |            |
| Emmerin    |       | Wattignies |

### Hydrographie

#### Réseau hydrographique
La commune est située dans le bassin Artois-Picardie. Elle est drainée par le canal de la Deûle et un autre petit cours d'eau,.
Loos est traversée par la Deûle canalisée dès le milieu du XIIIe siècle et élargie à plusieurs reprises, l'aménagement le plus récent datant de 1968 avec la mise au gabarit de 3 000 t. Son parcours dans la commune a également été modifié lors de la construction de l'autoroute A25 de 1961 à 1963. Avant cette réalisation, le canal passait à l'emplacement de cette autoroute de la route de Sequedin jusqu'au niveau de la rue du Maréchal Joffre puis formait un coude et passait à l'est de la prison pour rejoindre son cours actuel. Cet ancien parcours a été remblayé. Le canal de la Deûle est un canal, chenal navigable, d'une longueur de 59 km, prend sa source dans la commune de Douai et se jette  dans la Lys à Deûlémont, après avoir traversé 40 communes. 

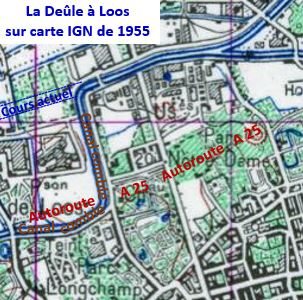
La Deûle à Loos en 1955.
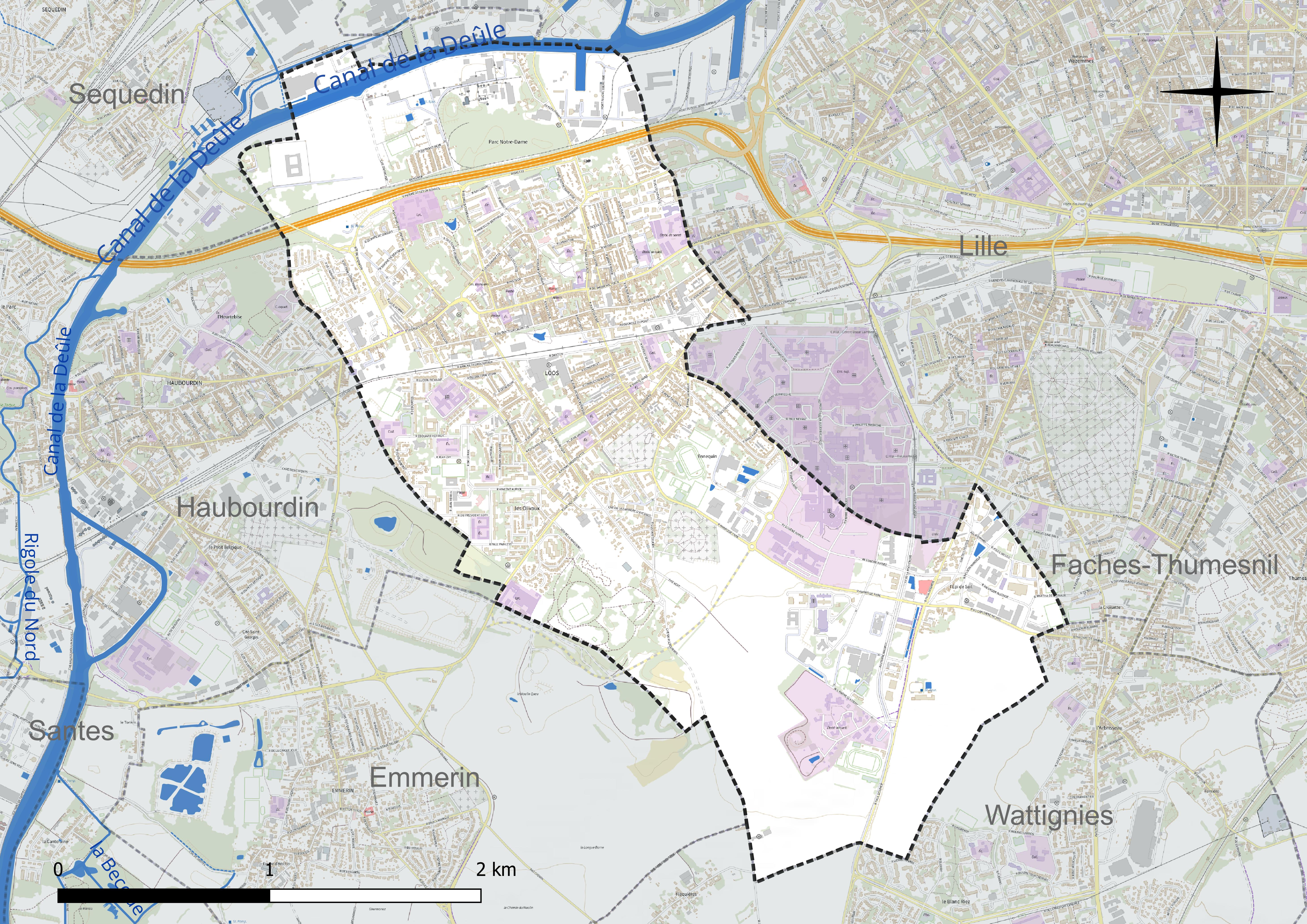
Réseau hydrographique de Loos.

#### Gestion et qualité des eaux
Le territoire communal est couvert par le schéma d'aménagement et de gestion des eaux (SAGE) « Marque Deûle ». Ce document de planification concerne un territoire de 1 120 km2 de superficie, délimité par les bassins versants de la Marque et de la Deûle, formant une vaste cuvette sédimentaire de 40 km de long et de 25 km de large, où la pente est très faible. Le périmètre a été arrêté le 2 décembre 2005 et le SAGE proprement dit a été approuvé le 9 mars 2020. La structure porteuse de l'élaboration et de la mise en œuvre est la Métropole européenne de Lille. 
La qualité des cours d'eau peut être consultée sur un site dédié géré par les agences de l'eau et l'Agence française pour la biodiversité. 

### Climat
Pour des articles plus généraux, voir Climat des Hauts-de-France et Climat du Nord.
En 2010, le climat de la commune est de type climat océanique dégradé des plaines du Centre et du Nord, selon une étude du CNRS s'appuyant sur une série de données couvrant la période 1971-2000. En 2020, Météo-France publie une typologie des climats de la France métropolitaine dans laquelle la commune est exposée à un climat océanique et est dans la région climatique  Nord-est du bassin Parisien, caractérisée par un ensoleillement médiocre, une pluviométrie moyenne régulièrement répartie au cours de l'année et un hiver froid (3 °C).
Pour la période 1971-2000, la température annuelle moyenne est de 10,6 °C, avec une amplitude thermique annuelle de 14,3 °C. Le cumul annuel moyen de précipitations est de 673 mm, avec 12,2 jours de précipitations en janvier et 8,8 jours en juillet. Pour la période 1991-2020, la température moyenne annuelle observée sur la station météorologique la plus proche, située sur la commune de Lesquin à 7 km à vol d'oiseau, est de 11,3 °C et le cumul annuel moyen de précipitations est de 740,0 mm,. Pour l'avenir, les paramètres climatiques de la commune estimés pour 2050 selon différents scénarios d'émission de gaz à effet de serre sont consultables sur un site dédié publié par Météo-France en novembre 2022.

## Urbanisme

### Typologie
Au 1er janvier 2024, Loos est catégorisée grand centre urbain, selon la nouvelle grille communale de densité à sept niveaux définie par l'Insee en 2022.
Elle appartient à l'unité urbaine de Lille (partie française), une agglomération internationale regroupant 60  communes, dont elle est une commune de la banlieue,,. Par ailleurs la commune fait partie de l'aire d'attraction de Lille (partie française), dont elle est une commune du pôle principal,. Cette aire, qui regroupe 201 communes, est catégorisée dans les aires de 700 000 habitants ou plus (hors Paris),.

### Occupation des sols
L'occupation des sols de la commune, telle qu'elle ressort de la base de données européenne d'occupation biophysique des sols Corine Land Cover (CLC), est marquée par l'importance des territoires artificialisés (80,3 % en 2018), en augmentation par rapport à 1990 (72,5 %). La répartition détaillée en 2018 est la suivante : 
zones urbanisées (49 %), zones industrielles ou commerciales et réseaux de communication (26 %), terres arables (18,6 %), espaces verts artificialisés, non agricoles (3,8 %), mines, décharges et chantiers (1,6 %), forêts (0,5 %), milieux à végétation arbustive et/ou herbacée (0,5 %). L'évolution de l'occupation des sols de la commune et de ses infrastructures peut être observée sur les différentes représentations cartographiques du territoire : la carte de Cassini (XVIIIe siècle), la carte d'état-major (1820-1866) et les cartes ou photos aériennes de l'IGN pour la période actuelle (1950 à aujourd'hui).

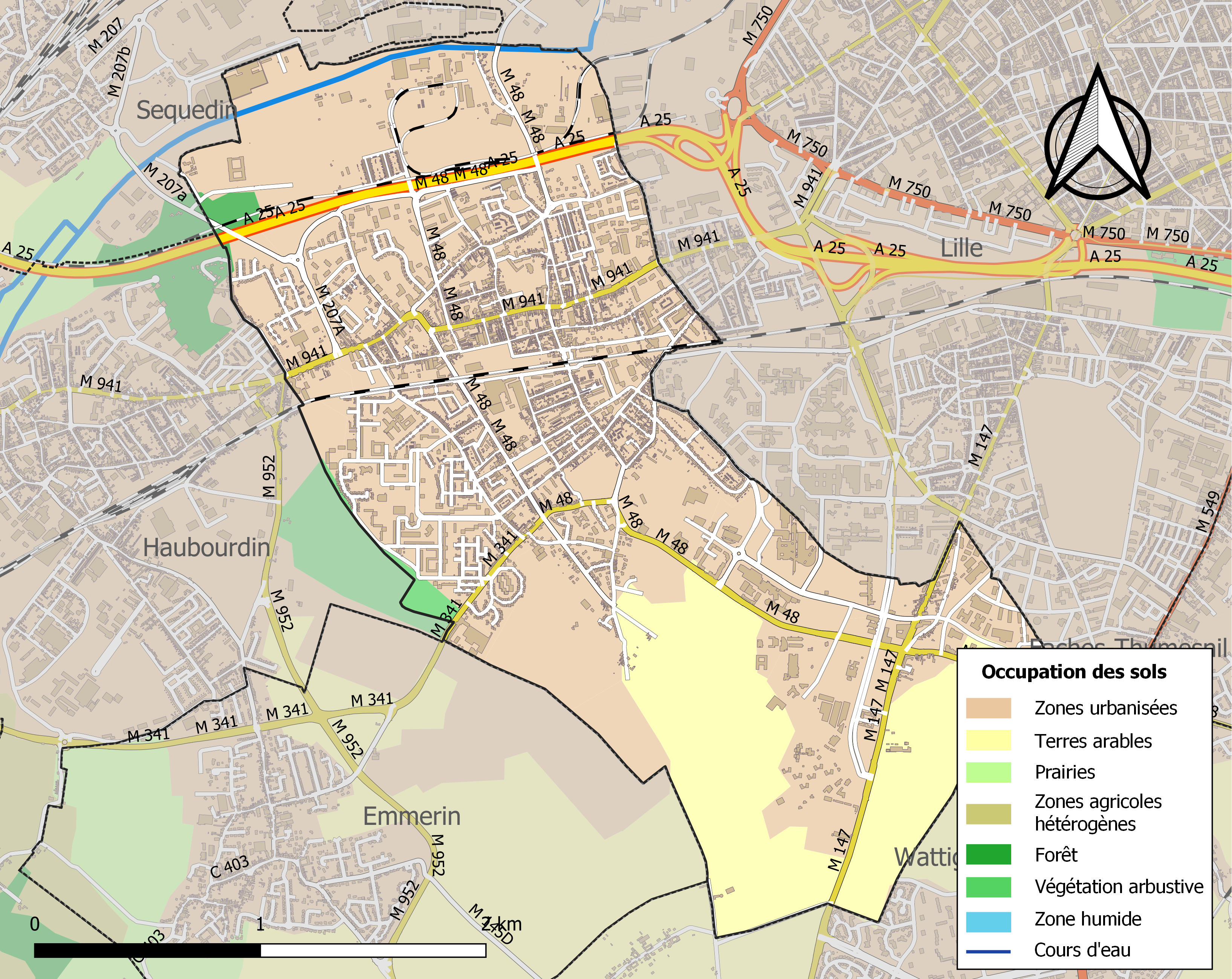
Carte des infrastructures et de l'occupation des sols de la commune en 2018 (CLC).

### Voies de communication et transports
La gare de Loos-lez-Lille est desservie par des trains TER Hauts-de-France effectuant des relations entre les gares de Lille-Flandres et de Béthune, de Lens ou de Saint-Pol-sur-Ternoise.
La commune est desservie, en 2023, par les Lianes 2, 5 et 92, les lignes 10, 55, 58, CO2, 916, 931 et 934 du réseau Ilévia. Elle est également desservie par les lignes 879 et 882 du réseau interurbain Arc-en-Ciel 2.

## Toponymie
Le nom de la localité est attesté sous les formes Los en 1147, cart. dé Loos. de Laude vers 1167. Loz, Lohs, Laus, Latoe, Lauc, Lo vers 1273, cart. de FUnes. Lande , 1280, cart. de N.-D. de Condé.[réf. nécessaire]
On peut hésiter entre lauth, terme germanique pour « prairie marécageuse » et lauha, également germanique pour « petit bois (clairsemé) ». On retrouve ce deuxième terme fréquemment en toponymie néerlandaise (noms de lieux en -lo(o). Le -s du pluriel est roman.[réf. nécessaire]

## Histoire
Les chanoines de Seclin avaient l'autel de Loos, le pape Célestin III les confirma dans cette possession en 1182. Le chapitre nommait à la cure et avait deux gerbes de la dîme, qui était de neuf gerbes par cent verges.
Le 1er juin 1565, le roi d'Espagne Philippe II accorde à Loos une coutume particulière lui donnant le privilège de devenir une commune .
Joseph Hespel (1684-1745), (Famille d'Hespel), écuyer, est seigneur de Loos et de Doulieu (Le Doulieu?) au XVIIIe siècle. Frère de Jean-Baptiste Hespel, seigneur de Vendeville, fils d'Anselme Ier, écuyer, seigneur de Flencques (sur Houplines), licencié-es-lois, bourgeois de Lille, greffier des États de Lille comme son père, rewart (chargé de la police) de Lille et de Marie Verdière, il est baptisé à Lille le 15 mars 1684. Il devient bourgeois de Lille le 19 janvier 1712. Il meurt à Lille le 23 novembre 1745. Il épouse à Lille le 31 août 1711 sa belle-sœur Marie-Madeleine-Claire Bridoul (1681-1744), fille de Jacques Bridoul III, écuyer, seigneur d'Averdoingt, de Burgau, bourgeois de Lille, et de Marie-Catherine Lefebvre-Delattre (Marie-Madeleine-Claire est sœur de Marie-Isabelle-Hyacinthe, mariée à Jean-Baptiste Hespel seigneur de Vendeville). Elle est baptisée à Lille le 28 septembre 1681 et décède à Lille le 30 mars 1744.
Françoise-Séraphine Hespel (1721-1805), fille de Joseph, est dame de Loos (les hommes sont seigneur de, les femmes sont dame de). Baptisée à Lille le 27 février 1721, elle meurt le 28 nivôse an XIII (18 janvier 1805), à 83 ans. Elle se marie à Lille le 16 octobre 1746 avec Martin-Louis de Maulde (1698-1762), fils de Pierre-François, écuyer, et de Marie-Madeleine Van Laer, veuf de Marie-Louise-Joseph Delfosse. L'époux, écuyer, seigneur de La Tourelle, est baptisé à Lille le 8 novembre 1698, devient bourgeois de Lille le , et meurt à Lille le 14 février 1762.
À côté du fief principal dit de Loos, d'autres terres situées sur le territoire de Loos donnent à leurs propriétaires le titre de seigneur, même si leur détenteur n'est pas noble (la Révolution française va supprimer les titres de noblesse). C'est le cas du fief du Maretz. Jacques Muyssart est seigneur du Maretz à Loos à la fin du XVe siècle. Né au Quesnoy, docteur en médecine, il achète la bourgeoisie de Lille le 27 octobre 1489. Il épouse d'abord Jeanne Picavet, fille de Gérard, procureur général de la gouvernance de Lille et de Marguerite de Lattre, puis en secondes noces après contrat passé à Lille le 30 avril 1506 Marie d'Attiches, fille de Jean.
Toussaint Muyssart Ier, fils de Jacques et de Jeanne Picavet, est seigneur du Maretz après son père. Docteur en médecine, il va à Bruxelles soigner Marie de Hongrie, sœur de Charles Quint, gouverneure des Pays-Bas espagnols et autrichiens et reçoit 30 livres pour cette action. Bourgeois de Lille le 12 octobre 1531, il meurt avant 1562. Il épouse Marguerite de Rebreviette, morte sans enfants à Lille le 28 septembre 1580. Il a eu de Jacqueline de Rantere, une fille illégitime, Marguerite, légitimée par lettres données à Bruxelles en octobre 1569.
Bauduin Muyssart, fils de Jacques et de Jeanne Picavet, frère de Toussaint Ier, est seigneur de Maretz, licencié es lois, bourgeois de Lille le 23 septembre 1528, bailli de Wavrin. Il meurt après 1572. Il prend pour femme Maxellende le Cocq, fille d'Hugues, chevalier, seigneur de la Haye, et d'Anne Estoret, puis épouse Jeanne Baillet, dame d'Esteveles.
Toussaint Muyssart II, fils de Bauduin et de Jeanne Baillet, est seigneur d'Esteveles et du Maretz. Bourgeois de Lille le 6 novembre 1574, receveur des États de Lille, capitaine d'une compagnie de cent hommes. Il se distingue à la tête de celle-ci pendant les troubles des Pays-Bas (Guerre de Quatre-Vingts Ans). Il meurt après le 14 novembre 1608. Il prend pour femme à Lille par contrat du 3 avril 1573 Catherine de Hennin, fille de Maximilien, seigneur de Fry et de Marguerite Hangouart.
Autre fief sur Loos, Ennequin est détenu au XVIIe siècle par Jean-Dominique Bayart, écuyer. Fils de Bruno Bayart Ier, seigneur de Pont-à-Vendin,, greffier criminel et procureur général de Lille, bourgeois de Lille, anobli en 1669 et de Marguerite Daudenarde, il est baptisé à Lille le 1er août 1661, et devient trésorier de la cathédrale Notre-Dame de Tournai.
Pendant la Première Guerre mondiale, des troupes françaises séjournent à Loos en début octobre 1914 pour défendre la zone. La situation est tendue :  après un siège de deux jours les 11 et 12 octobre, Lille passe aux mains des Allemands qui vont la garder pendant toute la guerre.
Le bureau de poste de Loos et le stade municipal ont été inaugurés par Pierre Mauroy, président de la  communauté urbaine de Lille et maire de Lille à cette époque.
Un livre d'Henri D'Hoossche raconte l'histoire de Loos, des origines à la 1re République. Il était donné aux élèves dans les années 1970 à l'occasion de l'obtention du BEPC.
Les usines Thiriez, puis DMC après fusion en 1961, installées depuis 1875 à Loos en extension du site du Faubourg de Béthune étaient le principal employeur de la fin du XIXe siècle aux années 1980 avant leur fermeture en 2000.

### Fief des Maretz
Vers 1600, Bauduin Muyssart est seigneur des Maretz sur Loos. Il a pris pour femme Maxellende le Cocq. Leur fille Barbe épouse Charles Petitpas (vers 1532-1614). Fils de Guillaume Petitpas, bourgeois de Lille, acquéreur de nombreux fiefs autour de Lille (à Gondecourt, Lesquin, Wasquehal, Roubaix,....) ,et de Jeanne Segon, Charles nait vers 1532, devient bourgeois de Lille le 22 novembre 1559, échevin puis mayeur (maire) de Lille, connétable souverain des arbalétriers de Lille, anobli par lettres données à Bruxelles le 21 mars 1600, mort à Lille le 27 novembre 1614, à 82 ans.

### Quartier d'Ennequin
Ennequin, actuel quartier de Loos, était le siège d'une seigneurie avant la Révolution française. Les derniers titulaires en ont été des membres de la famille Le Thierry ou Lethierry, originaires de Calais au XVIIe siècle, installés à Lille et devenus bourgeois de Lille. Un descendant de ces seigneurs d'Ennequin va être conseiller d'arrondissement, un autre Joseph Désiré sera maire de Lille de 1832 à 1834 et va se distinguer lors d'une épidémie de choléra qui toucha la ville.
Jacques Charles Joseph Le Thierry (1736-1782), seigneur d'Ennequin, est le fils de Charles Simon Joseph Le Thierry ; bourgeois de Lille et de Marie Françoise Gabrielle Prévost. Il nait à Lille en février 1736 (baptisé le 18 février 1736), devient bourgeois de Lille le 30 mai 1765, passe garde-marteau de la maîtrise des eaux et forêts à Lille, et meurt le 29 avril 1765. Il épouse à Lille le 29 avril 1765 Marie Anne Françoise de Bonneval (1734-1815), fille de Jean Anne Alexandre et de Marie Jeanne Noiret de Saint-Antoine. Elle nait à Lille en avril 1734 (baptisée le 12 avril 1734) et meurt à Lille le 20 janvier 1815 à 80 ans.
Charles Marie Désiré Le Thierry (1766-1858), succède à son père Jacques Charles Joseph dans la seigneurie d'Ennequin. Il nait le 26 mars 1766, exerce la profession de négociant après la Révolution française, devient conseiller municipal de Lille dès la mise en place de la nouvelle administration communale en 1790, chevalier de la Légion d'Honneur le 12 décembre 1827, marguillier de l'église Saint-Maurice de Lille, puis de l'église Saint-André de Lille, et meurt le 7 janvier 1858, à l'âge de 91 ans. Il épouse à Lille le 30 avril 1789 Catherine Charlotte Virnot (1770-1851), fille d'Urbain Dominique, seigneur de Lamissart, et de Catherine Joseph Charlotte Lenglart. Elle nait à Lille le 17 novembre 1770 et meurt le 23 mai 1851, à 80 ans. Urbain Charles, conseiller d'arrondissement et Joseph Désiré, maire de Lille de 1832 à 1834, chevalier de la Légion d'honneur, sont des enfants de Charles Marie Désiré.

## Politique et administration

### Rattachements administratifs et électoraux

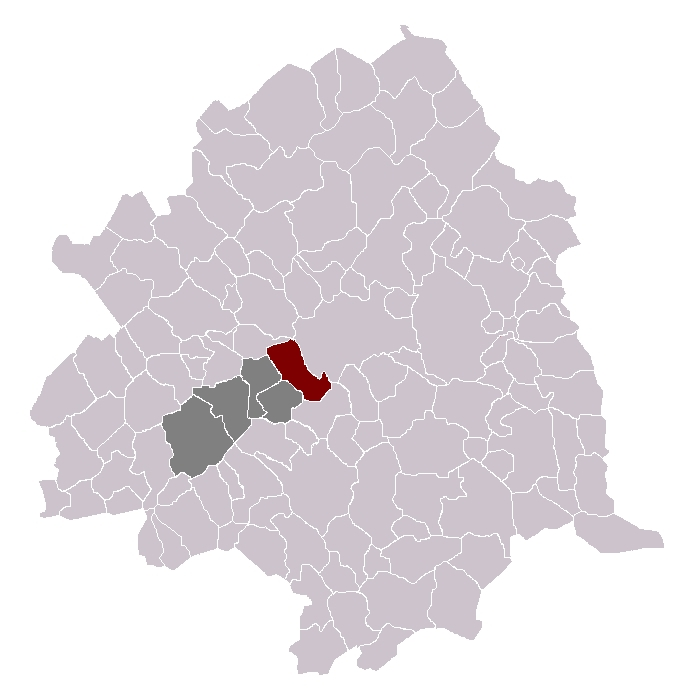
Loos dans son canton et son arrondissement.

#### Circonscriptions de rattachement
Loos appartient à l'arrondissement de Lille et au canton de Lille-6 depuis le redécoupage cantonal de 2014. Avant cette date, la commune était rattachée au canton d'Haubourdin.
Pour l'élection des députés, la commune fait partie de la première circonscription du Nord, représentée depuis juin 2017 par Adrien Quatennens (LFI). Auparavant, elle a successivement appartenu à la deuxième circonscription de Lille (1893-1902), la cinquième circonscription de Lille (1902-1919 et 1928-1940), la 2e circonscription du Nord (1945-1958) et la 5e circonscription (1958-1986 et 1988-2012).

#### Intercommunalité
Depuis le 1er janvier 2015, date de sa création, Loos appartient à la Métropole européenne de Lille et en est la neuvième commune la plus peuplée. Cette intercommunalité a succédé à la communauté urbaine de Lille (CUDL), fondée fin 1967, qui devient Lille Métropole Communauté urbaine (LMCU) en 1996.

#### Institutions judiciaires et sécurité
Sur le plan des institutions judiciaires commune relève du tribunal judiciaire de Lille, de la cour d'appel de Douai, du tribunal de commerce de Lille métropole à Tourcoing, du tribunal administratif de Lille et de la cour administrative d'appel de Douai.
En 1996, une partie de la ville est placée en zone urbaine sensible ; le quartier des Oliveaux et l'Épi de soil y sont placés en raison d'un taux de pauvreté important. Depuis 2015, Les Oliveaux sont classés en quartier prioritaire avec près de 3 300 habitants.

### Administration municipale
Le nombre d'habitants au dernier recensement étant compris entre 20 000 et 29 999, le nombre de membres du conseil municipal est de 35.

### Tendances politiques et résultats
Au second tour des élections municipales de 2014, la liste « Choisir Loos » (sans étiquette) conduite par Anne Voituriez  a obtenu 49,78 % des suffrages exprimés et 27 élus, la liste « 100% Loos » (LUG) conduite par le maire sortant Daniel Rondelaere  42,78 % et 7 élus, la liste « d'union locale divers gauche divers droite RBM » (LFN) conduite par Jean-Claude Puchaux 7,43 % et 1 élu. Le taux d'abstentions était de 41,36 %.

### Liste des maires
En 2010, la commune de Loos a été récompensée par le label « Ville Internet @@@ ».

### Politique de développement durable
La commune a engagé une politique de développement durable en lançant une démarche d'Agenda 21.

### Jumelages
| Ville | Ville  | Pays | Pays      | Période     |
| ----- | ------ | ---- | --------- | ----------- |
|       | Geseke |      | Allemagne | depuis 1978 |

## Population et société

### Démographie

#### Évolution démographique
L'évolution du nombre d'habitants est connue à travers les recensements de la population effectués dans la commune depuis 1793. Pour les communes de plus de 10 000 habitants les recensements ont lieu chaque année à la suite d'une enquête par sondage auprès d'un échantillon d'adresses représentant 8 % de leurs logements, contrairement aux autres communes qui ont un recensement réel tous les cinq ans,.

En 2022, la commune comptait 22 948 habitants, en évolution de +3,95 % par rapport à 2016 (Nord : +0,51 %, France hors Mayotte : +2,11 %).
| 1793  | 1800  | 1806  | 1821  | 1831  | 1836  | 1841  | 1846  | 1851  |
| ----- | ----- | ----- | ----- | ----- | ----- | ----- | ----- | ----- |
| 1 040 | 1 007 | 1 061 | 1 160 | 1 564 | 1 891 | 3 404 | 4 117 | 4 082 |

| 1856  | 1861  | 1866  | 1872  | 1876  | 1881  | 1886  | 1891  | 1896  |
| ----- | ----- | ----- | ----- | ----- | ----- | ----- | ----- | ----- |
| 5 169 | 5 172 | 5 702 | 6 333 | 6 706 | 6 617 | 7 753 | 7 924 | 8 770 |

| 1901  | 1906   | 1911   | 1921   | 1926   | 1931   | 1936   | 1946   | 1954   |
| ----- | ------ | ------ | ------ | ------ | ------ | ------ | ------ | ------ |
| 9 513 | 10 640 | 11 468 | 12 197 | 13 865 | 14 233 | 14 362 | 14 678 | 14 882 |

| 1962   | 1968   | 1975   | 1982   | 1990   | 1999   | 2006   | 2011   | 2016   |
| ------ | ------ | ------ | ------ | ------ | ------ | ------ | ------ | ------ |
| 18 367 | 21 007 | 21 530 | 20 640 | 20 657 | 20 869 | 21 410 | 20 819 | 22 076 |

| 2021   | 2022   | - | - | - | - | - | - | - |
| ------ | ------ | - | - | - | - | - | - | - |
| 23 013 | 22 948 | - | - | - | - | - | - | - |

#### Pyramide des âges
La population de la commune est relativement jeune.
En 2018, le taux de personnes d'un âge inférieur à 30 ans s'élève à 45,7 %, soit au-dessus de la moyenne départementale (39,5 %). À l'inverse, le taux de personnes d'âge supérieur à 60 ans est de 17,2 % la même année, alors qu'il est de 22,5 % au niveau départemental.
En 2018, la commune comptait 10 558 hommes pour 11 868 femmes, soit un taux de 52,92 % de femmes, légèrement supérieur au taux départemental (51,77 %).
Les pyramides des âges de la commune et du département s'établissent comme suit.
| Hommes | Classe d’âge | Femmes |
| ------ | ------------ | ------ |
| 0,2    | 90 ou +      | 1,4    |
| 4,0    | 75-89 ans    | 6,2    |
| 9,7    | 60-74 ans    | 12,5   |
| 18,2   | 45-59 ans    | 17,0   |
| 20,4   | 30-44 ans    | 18,9   |
| 25,1   | 15-29 ans    | 26,0   |
| 22,3   | 0-14 ans     | 18,0   |

| Hommes | Classe d’âge | Femmes |
| ------ | ------------ | ------ |
| 0,5    | 90 ou +      | 1,4    |
| 5,3    | 75-89 ans    | 8,1    |
| 14,8   | 60-74 ans    | 16,2   |
| 19,1   | 45-59 ans    | 18,4   |
| 19,5   | 30-44 ans    | 18,7   |
| 20,7   | 15-29 ans    | 19,1   |
| 20,2   | 0-14 ans     | 18     |

## Culture locale et patrimoine

### Lieux et monuments

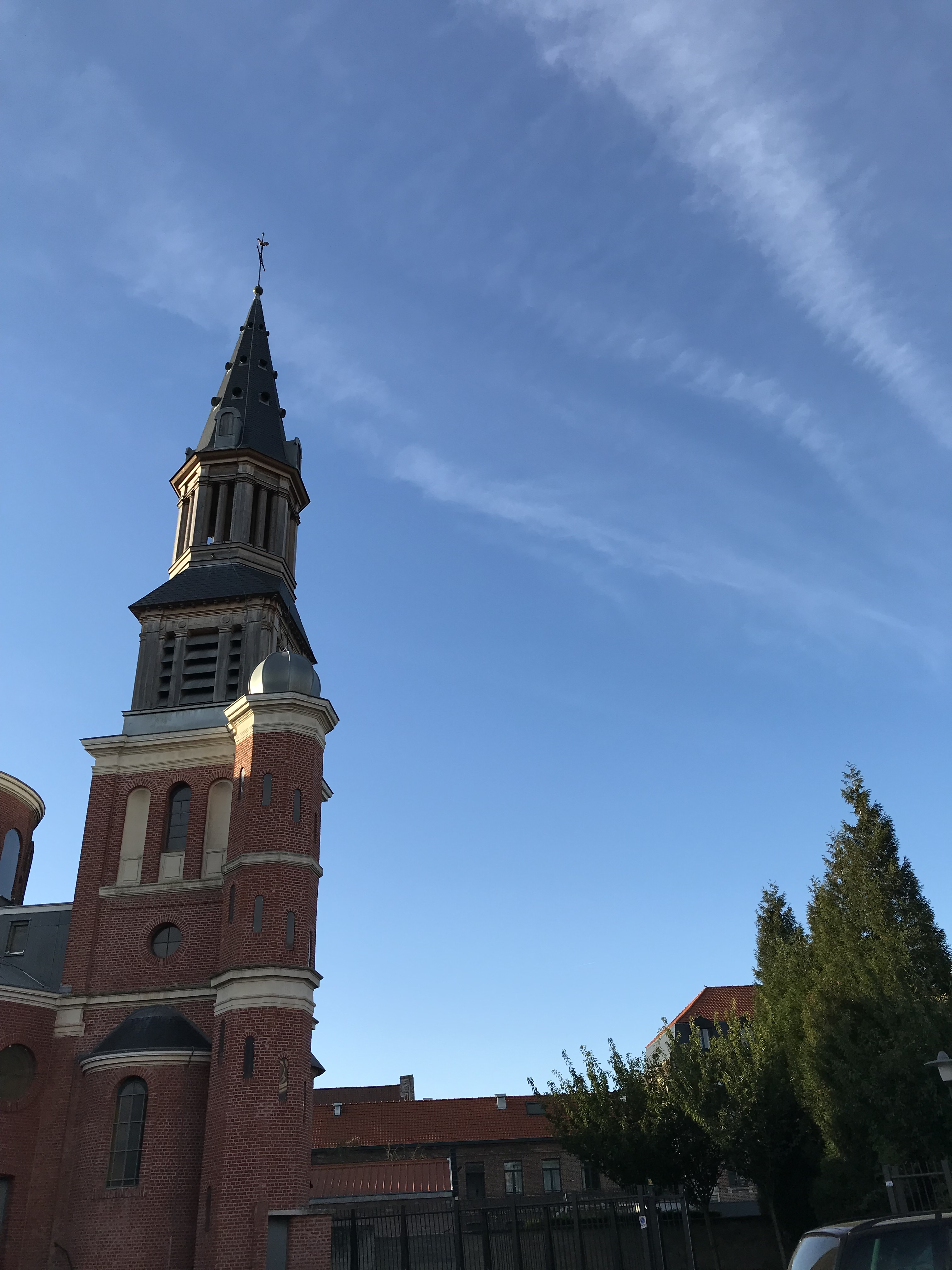
Église Notre-Dame de Grâce.

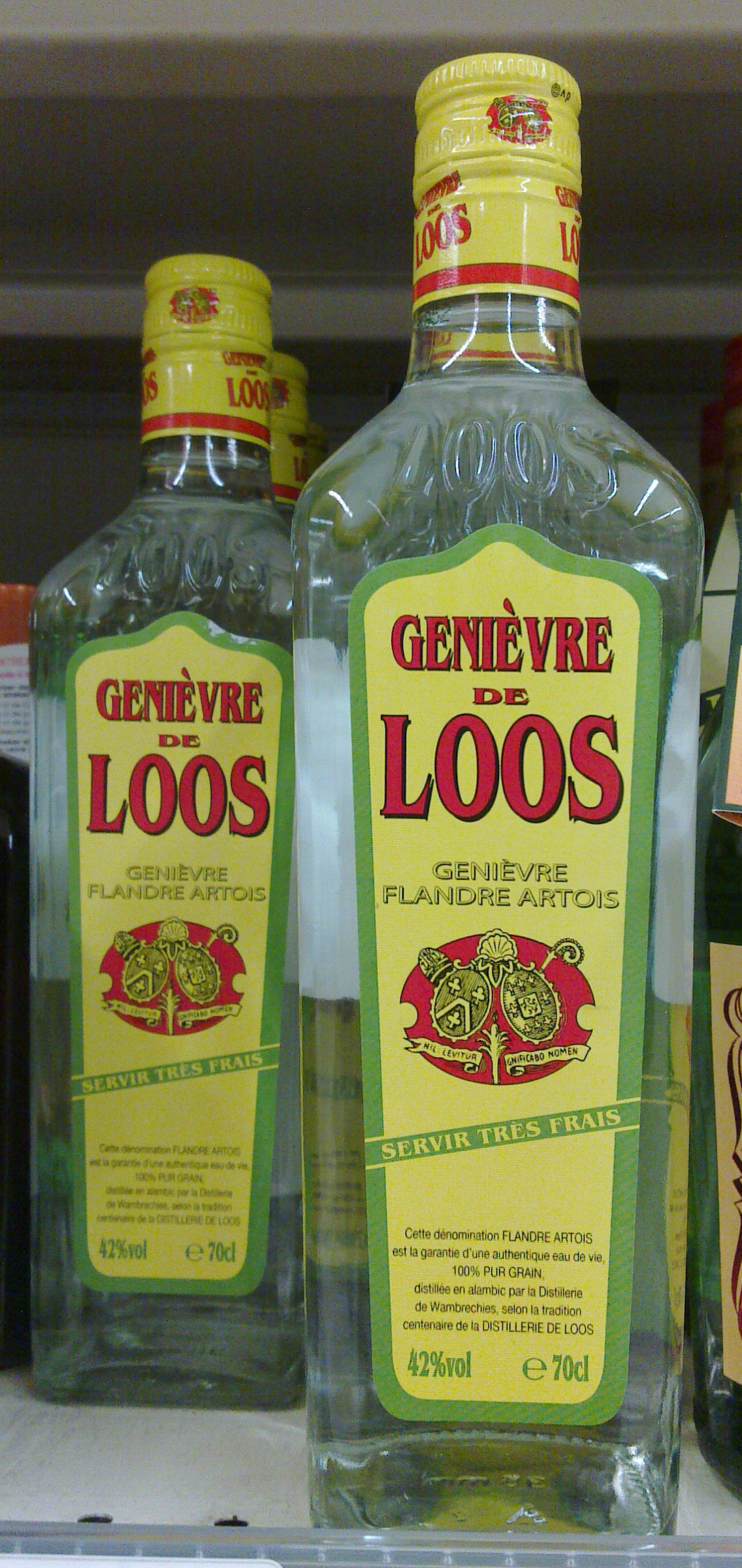
Genièvre de Loos.

- L'établissement pénitentiaire de Loos : il a occupé, du début du XIXe siècle jusqu'en 2011, les bâtiments d'une abbaye médiévale cistercienne, l'abbaye Notre-Dame de Loos.
- Le beffroi de l'hôtel de ville : haut de 38 m et typique du style néo-flamand développé en Flandre et dans l'ancienne Hollande[41], il a été construit dans les années 1880 du 14 janvier 1883 au 17 août 1884[41]) par l'architecte Louis Marie Cordonnier sur une ancienne prairie[41]. Inscrit à l'inventaire des monuments historiques en 2001[41],[42], il est inscrit au patrimoine mondial de l'UNESCO en 2005[41];

- L'église Notre-Dame-de-Grâce : la chapelle de Notre-Dame-de-Grâce, achevée et bénie en 1591, fut bientôt agrandie et consacrée par l'évêque Michel d'Esne, en 1611. Les archiducs Albert et Isabelle y vinrent en pèlerinage après leur entrée solennelle à Lille ; et leur exemple fut suivi. Cette chapelle devint, à la fin du siècle dernier, un domaine national et fut vendue ; elle ne fut détruite qu'après 1811 ;
- L'église Sainte-Anne : elle date du début du XXe siècle, gravement endommagée par un incendie d'origine criminelle le 7 mai 2007. Le coupable a été puni de trois ans de prison dont deux avec sursis le 11 octobre 2008 et un appel à contribution a été lancé pour sa reconstruction ;
- La chapelle du château de Landas (6 avenue Kühlmann) : elle date du XVIIe siècle, inscrite à l'inventaire des monuments historiques en 1984[43] ;
- Les monument et crypte aux morts : dans le cimetière Leclerc, inscrits au titre des monuments historiques en 2022[44] ;
- Usine chimique : Loos accueille depuis 1828 une plate forme importante de l'industrie chimique « Produits Chimiques de Loos » dit PC Loos, qui est le 6e des grands sites français (en tonnage annuel) produisant encore du chlore avec le procédé à cathode de mercure (procédé qui date de 1927 et qui a par exemple permis de produire environ 18 000 tonnes par an vers 2005, au moyen de 36 cellules d'électrolyse)[45],[46]. Ce chlore est produit est consommé sur place, dans les ateliers de production de chlorure ferrique et d'eau de Javel et par société CHEMILYL[46]. En 1991, la présence de thorium et d'uranium a été détectée dans une lagune du site (lagune Vernay)[47]. « La préfecture du Nord assure un suivi du volet mercure de l'usine, elle a notamment demandé, en 2000, la réalisation d'une étude visant à évaluer, au plan de la santé, les conséquences des rejets de mercure autour du site »[46]. Le syndicat des professionnels du chlore et le MEDAD ont en 2003 négocié un accord qui vise aussi selon le Ministère chargé de l'écologie à appliquer la directive IPPC[48],[49], déclinée par un arrêté préfectoral d'octobre 2007, conforme à une circulaire (20 avril 2007) imposant un calendrier de réduction des émissions de mercure à respecter jusqu'en 2020[46].
- Distillerie d'alcool ; la ville de Loos était également connue pour cette distillerie produisant du genièvre. Elle a été rachetée par une autre grande firme et démolie depuis.
- La tour Kennedy, plus haute tour d'habitation au nord de Paris, dont la destruction s’est déroulée le 20 juillet 2025[50],[51].

### Personnalités liées à la commune
- Arnould de Le Cambe, dit Ganthois, abbé de Marchiennes, mort en 1482, fondateur du collège de Marchiennes en l'Université de Douai.
- Paul Bertrand, botaniste
- Frédéric Kuhlmann, industriel chimiste

### Héraldique
|  | Les armes de Loos se blasonnent ainsi : « De gueules à trois croissants d'or. » |

### Logo
En mai 2015, la ville de Loos présente un nouveau logo.

Évolution du logo
Logo de 2008 à mai 2015.
Logo depuis mai 2015.

## Pour approfondir